# Downcycling

Downcycling

Downcycling je termín (převzatý z angličtiny, čti „daunsajklink“), který popisuje opětovné zpracování materiálů nebo věcí, které není tak plnohodnotné či nemá takovou znovupoužitelnost jako u typické recyklace. Poprvé byl použit Reinerem Pilzem z Pilz GmbH v interview Thorntona Kaye ze Salvo v roce 1994. Je též použit v knize Williama McDonougha a Michaela Braungarta z roku 2002 Cradle to Cradle: Remaking the Way We Make Things (Od kolébky ke kolébce: Předělání toho, jak děláme věci).

## Charakteristika
- nižší znovupoužitelnost než u recyklace
- nízký počet průchodů cyklem
- s každým průchodem dochází ke:
  - snížení hodnoty materiálu
  - snížení kvality
  - slevování z nároků na materiál, norem nebo možností použití
- po posledním průchodu má daný materiál hodnotu běžného nerecyklovatelného směsného odpadu

## Příklady downcyclingu
Typickým příkladem materiálu procházející downcyclingem jsou obalové nápojové vícevrstvé krabice z kartonu a alobalu, různé směsné palety a podobně. Podle širších kritérií mohou být za downcycling považovány některé recyklovatelné materiály jako např. guma, papír a další. Příkladem v downcyclingu dřeva může být v první fázi kvalitní stavební dřevo, v druhém dřevotříska a ve třetím dřevěná biomasa. Příkladu downcyclingu papíru by mohl být v první fázi kvalitní křídový papír do knihy nejvyšší kvality nebo čtvrtka pro výtvarné potřeby, v dalším paperbackové vydání nějakého románu nebo novinový papír a v posledním kartonový nebo toaletní papír.
V širším významu se může za downcycling označit i činnost, která se neprovádí průmyslově ale představuje toliko ekonomické využití nějakého materiálu či produktu v méně náročných podmínkách. Příkladem může být zdrcení, nastrouhání tvrdého pečiva do strouhanky, upotřebení látky ze starých a obnošených šatů jako hadr do kuchyně nebo použití polovybitých primárních článků do méně náročných spotřebičů (dálkový ovladač, hodiny).

## Upcycling
Termín druhotné zušlechtění (upcycling, počeštěle upcyklace) používají William McDonough a Michael Braungart ve svých konceptech „odpad = potrava“ a Cradle to cradle a je sémanticky opačný vůči downcyclingu. Jako existující příklad upcyclingu uvedl Braungart v dokumentu Waste = Food obal od zmrzliny z biodegradovatelného bioplastu, který se po zahození během několika hodin rozloží, a do kterého jsou současně zapuštěna semínka některých druhů trav či jiných rostlin, která z něj následně vyraší.